# Maurice Caullery
Maurice Jules Gaston Corneille Caullery (Bergues, 5 settembre 1868 – Parigi, 13 luglio 1958) è stato un biologo francese.

## Biografia
Docente alla Sorbona e direttore della stazione zoologica di Wimereux, fu autore di importanti saggi e ricerche, come Il problema dell'evoluzione (1931).
| Caullery è l'abbreviazione standard utilizzata per le specie animali descritte da Maurice Caullery. Categoria:Taxa classificati da Maurice Caullery |